# Список земноводних Нової Зеландії
Цей список є списком видів земноводних, спостережених на території Нової Зеландії. У фауні Нової Зеландії трапляється 4 види земноводних (всі вони ендеміки). Крім того зафіксовано 5 інтродукованих видів. Всі види земноводних Нової Зеландії належать до ряду безхвостих (Anura).

## Позначки
Теги, що використовуються для виділення охоронного статусу кожного виду за оцінками МСОП:
| EX | Extinct               | Зниклий                          |
| CR | Critically Endangered | Перебуває під критичною загрозою |
| EN | Endangered            | Перебуває під загрозою           |
| VU | Vulnerable            | Уразливий                        |
| NT | Near Threatened       | Близький до загрозливого стану   |
| LC | Least Concern         | У найменшій загрозі              |
| DD | Data Deficient        | Відомості недостатні             |
| NE | Not Evaluated         | Види з недослідженим статусом    |

## Ряд Безхвості (Anura)
До ряду відносяться жаби та ропухи.

### Аборигенні види
| Українська назва                    | Латинська назва        | Автор таксона               | Статус МСОП | Поширення в Новій Зеландії | Зображення |
| Ряд: Безхвості (Anura)              |                        |                             |             |                            |            |
| Родина: Гладконоги (Leiopelmatidae) |                        |                             |             |                            |            |
| Ліопельма Арчея                     | Leiopelma archeyi      | Turbott, 1942               | CR          |                            |            |
| Ліопельма Гамільтона                | Leiopelma hamiltoni    | McCulloch, 1919             | VU          |                            |            |
| Ліопельма Ґохштетера                | Leiopelma hochstetteri | Fitzinger, 1861             | LC          |                            |            |
|                                     | Leiopelma pakeka       | Bell, Daugherty & Hay, 1998 | VU          |                            |            |

### Інтродуковані види
| Українська назва        | Латинська назва         | Автор таксона            | Статус МСОП | Поширення в Новій Зеландії                                                       | Зображення |
| Ряд: Безхвості (Anura)  |                         |                          |             |                                                                                  |            |
| Родина: Pelodryadidae   |                         |                          |             |                                                                                  |            |
| Райка золотава          | Litoria aurea           | Lesson, 1827             | VU          | на Північному острові північніше Роторуа                                         |            |
|                         | Ranoidea raniformis     | Keferstein, 1867         | EN          | досить поширений                                                                 |            |
|                         | Litoria ewingii         | (Duméril & Bibron, 1841) | LC          | поширений на Південному острові та на південно-західному Північному острові.     |            |
|                         | Litoria caerulea        | White, 1790              | LC          | завезений у 1897 році, але не спостерігався там з 1950-х років.                  |            |
| Родина: Limnodynastidae |                         |                          |             |                                                                                  |            |
|                         | Limnodynastes dumerilii | Peters, 1863             | LC          | єдина знахідка пуголовків у 1999 році, яких знищили, щоб не допустити поширення. |            |